# Amanislo
| i | mn · n | i | s · r | wA |

| i | mn · n | i | s · r | wA |

Amanislo fue un rey nubio de Kush que reinó aproximadamente entre 275-260 a. C. o 260-250 a. C., según versiones.

## Monumentos e inscripciones
Amanislo es conocido principalmente por su pirámide Beg. S5 en Meroe del cementerio sur, donde fue enterrado. Por la posición de su pirámide se ha argumentado que fue el sucesor del rey Arakamani y el predecesor de Amanteja. Su Nombre de Trono es Anjbeferibre. Fue el segundo rey en ser enterrado en Begrawiya después de ser trasladada la capital del reino de Kush de Napata a Meroe.
Fue responsable de mover dos leones de granito rojo, de Sulb (Soleb) a Napata. Los leones originalmente pertenecieron al faraón egipcio Amenhotep III, y Amanislo mandó inscribir su nombre sobre ellos. Ahora pueden contemplarse en el Museo Británico, donde son referidos como los "leones de Prudhoe".
También existe un tambor de columna, que se encuentra en Semna, que, aparentemente, lleva su nombre, aunque su lectura no está clara del todo.

## En la cultura moderna
Amanislo aparece como Amonasro, rey de Etiopía en el libreto escrito según la historia propuesta por el egiptólogo francés Auguste Mariette para la ópera Aída de Verdi. 